# Io no (Jovanotti)
Io no è un singolo del cantautore e rapper italiano Jovanotti, pubblicato nel 1993 come quinto estratto dal quinto album in studio Lorenzo 1992.
Autori del brano sono: lo stesso Jovanotti, Saturnino Celani, Augusto Martelli e Luca Cersosimo.

## Tracce
1. Io no – 3:56
2. Gente della notte (Pig Sound) – 3:48
3. Non m'annoio (Pierpa Remix) – 4:36
4. Io no (Pierpa Remix) – 7:06
5. Con i piedi con le mani – 3:14